# La Morte de la Tamise
Pour plus de détails, voir Fiche technique et Distribution.
La Morte de la Tamise (titre allemand : Die Tote aus der Themse) est un film allemand réalisé par Harald Philipp, sorti en 1971.
Il s'agit d'une adaptation du roman d'Edgar Wallace, The Angel of Terror.

## Synopsis
La danseuse Myrna Ferguson, membre d'un réseau international de drogue que surveille Scotland Yard, se fait tirer dessus. Lorsque l'inspecteur Craig arrive sur les lieux, elle a disparu. Son corps est retrouvé plus tard dans la Tamise et identifiée par sa sœur Danny. Danny vient d'arriver d'Australie à Londres à la demande de sa sœur.
De nouveaux crimes mystérieux apparaissent. Les bailleurs de fonds du réseau de drogue, le propriétaire d'hôtels Louis Stroud, l'antiquaire Anthony Wyman et l'importateur de viande William Baxter, s'accusent mutuellement d'être derrière les attaques. Avec l'aide de ses assistants, l'inspecteur Craig tient rapidement une piste vers le meurtrier.
C'est le discret médecin légiste Dr. Ellis. Susan, sa fiancée, est la secrétaire de Sir John, le patron de Scotland Yard. Elle l'informe que la police est à sa recherche. Sir John remercie l'inspecteur Craig en l'envoyant en Australie en compagnie de Danny.

## Fiche technique
- Titre : La Morte de la Tamise
- Titre allemand : Die Tote aus der Themse
- Réalisation : Harald Philipp, assisté d'Evelyn Siewert
- Scénario : Horst Wendlandt, Harald Philipp
- Musique : Peter Thomas
- Direction artistique : Johannes Ott
- Costumes : Ingrid Zoré
- Photographie : Karl Löb
- Son : Gunther Kortwich
- Montage : Alfred Srp
- Production : Horst Wendlandt
- Sociétés de production : Rialto Film
- Société de distribution : Constantin Film
- Pays d'origine :  Allemagne de l'Ouest
- Langue : allemand
- Format : Couleur - 1,66:1 - Mono - 35 mm
- Genre : Policier
- Durée : 89 minutes
- Dates de sortie :
  -  Allemagne de l'Ouest : 1er avril 1971.
  -  Danemark : 8 mai 1972.
  -  France : 20 juin 1973[1].
  -  Finlande : 9 novembre 1973.

## Distribution
- Hansjörg Felmy : L'inspecteur Craig
- Uschi Glas : Danny Fergusson
- Werner Peters : William Baxter
- Harry Riebauer : Milton S. Farnborough
- Ivan Desny : Louis Stoud
- Vadim Glowna : David Armstrong
- Friedrich Schoenfelder : Antoney Wyman
- Siegfried Schürenberg : Sir John
- Günther Stoll : Dr. Ellis
- Petra Schürmann : Susan
- Lyvia Bauer : Myrna Fergusson
- Peter Neusser : Sergeant Simpson
- Michael Miller: Jim Donaven
- Friedrich Georg Beckhaus: Le portier
- Gerhard Frickhöffer: Pennymaker
- Ingrid Steeger: Kitty
- Brigitte Skay: Maggy MacConner
- Ingrid Bethke: Une vendeuse
- Petra Schwiertz: Une vendeuse
- Herbert Kerz: Le garde du corps de Baxter
- Harald Philipp: Un chauffeur

## Histoire
Après l'échec de Liz et Helen, Horst Wendlandt n'est plus intéressé par les adaptations de romans d'Edgar Wallace. En été 1970, Constantin Film distribue le giallo L'Oiseau au plumage de cristal, adaptation d'un roman du fils Bryan Edgar Wallace, produite par Artur Brauner, qui connaît un grand succès. Il reprend alors le projet d'adaptation du roman The Angel of Terror. Il signe le scénario sous le pseudonyme de H. O. Gregor. Il choisit d'abord comme réalisateur Werner Jacobs puis Harald Philipp qui devait tourner Der unheimliche Mönch et Der Gorilla von Soho. Le film est tourné à Berlin.

## Source de traduction
- (de) Cet article est partiellement ou en totalité issu de l’article de Wikipédia en allemand intitulé « Die Tote aus der Themse » (voir la liste des auteurs).